# Coleophora lantosquella
Coleophora lantosquella é uma espécie de mariposa do gênero Coleophora pertencente à família Coleophoridae.